# Uapití d'Alashan
El uapití d'Alashan (Cervus canadensis alashanicus) és una subespècie de uapití que viu al nord de la Xina i Mongòlia. És la subespècie de uapití més petita, la que té el pelatge més clar (de color marró grisenc) i la menys estudiada si no es té en compte el uapití de Merriam, ja extint. Té un pes de fins a 275 kg. Com indica el seu nom, se'l pot trobar a l'altiplà d'Alashan. S'ha suggerit que podria ser un sinònim de Cervus elaphus kansuensis.